# Антоніу де Андраде
Антоніу де Андраде (порт. António de Andrade; 1580—1634) — португальський єзуїтський священик і мандрівник. У 1596 році вступив до Товариства Ісуса. З 1600 до своєї смерті в 1634 році займався місіонерською діяльністю в Індії. Андраде був першим відомим європейцем, який перетнув Гімалаї та досяг Тибету, заснувавши першу католицьку місію на тибетській землі.

## Біографія
Антоніу де Андраде народився в Олейруші (Португалія). У 1600 році він відправився в Гоа, столицю Португальської Індії, де продовжив навчання і був висвячений на священика. Він був одним із єзуїтів при дворі імператора Великих Моголів Джахангіра та очолив єзуїтську місію в Агрі. У 1624 році він покинув Агру і попрямував до Делі, де разом із братом-єзуїтом Мануелем Маркесом приєднався до групи індуїстських паломників, які прямували до храму Бадрінатх, що в північній частині сучасного індійського штату Уттаракханд. Долаючи неймовірні труднощі під час подорожі, вони перетнули перевал Мана до Тибету, ставши першими європейцями, які це зробили.
Андраде, люб'язно прийнятий у Тибеті сувереном королівства Ґуґе, у столиці Цапаранг. Менше ніж через місяць виїхав, щоб отримати офіційний дозвіл на місію від отця-провінціала в Гоа та отримати кошти та інших місіонерів, щоб супроводжувати його назад до Цапаранга. Андраде повернувся до Тибету в 1625 році, і до нього приєдналися інші єзуїтські місіонери. Їм вдалося побудувати церкву та навернути багатьох людей завдяки підтримці короля та інших членів королівської родини. Андраде повернувся до Гоа в 1629 році; місія розвалилася незабаром після вторгнення Ладакха в Ґуґе, смерті короля та встановлення ворожого уряду у Цапарангу. Місіонерів переслідували або вигнали, тибетських християн відправили до Ладакха, і до 1640 року місія закрилася.
Андраде став отцем-настоятелем єзуїтської провінції Гоа в 1630 році, покинув цю посаду в 1633 році та відновив ректорство у колегії Св. Павла. У цей період він також був представником інквізиції Гоа. Його отруїли 4 березня 1634 року, але він протримався в агонії, поки не помер 19 березня. Інквізиційне розслідування його смерті показало, що він був убитий незадоволеними єзуїтами в коледжі, можливо, за підтримки могутніх ворогів серед влади Гоа та торговців. Справу зам'яли, і нікого не притягнули до відповідальності за злочин. Пізніші єзуїтські розповіді зображують Андраде як мученика віри, якого вбили через його старанність як чиновника інквізиції. 
Дві докладні розповіді Андраде про Тибет, написані в 1624 і 1626 роках, були опубліковані у Лісабоні в 1626 році, потім перекладені іспанською мовою в Сеговії (Іспанія) в 1628 році і в Кракові (Польща) в тому ж році, а згодом швидко перекладені на всі основні європейські мови; вони мали значний вплив на європейські знання та ставлення до Тибету.